# 爱在归来那一天
《爱在归来那一天》（英語：Destiny's Smile），是一部于2018年上映的爱情电影。由李岷城、董晨、刘艺领衔主演，2018年11月22日于中国大陆上映。

## 演员列表

### 主要演员
| 演员姓名 | 角色名称 | 介绍 |
| 李岷城   | 邵明     |      |
| 董晨     | 金立     |      |
| 刘艺     | Lucy     |      |

### 其他演员
| 演员姓名 | 角色名称 | 介绍 |
| 王双宝   | 李宝成   |      |
| 杨石头   | 邵明父亲 |      |

## 电影歌曲
| 曲序 | 曲目             | 演唱   |
| ---- | ---------------- | ------ |
| 1.   | 爱归来（主题曲） | 赵大格 |